# SC Gonzen
Le SC Gonzen (club d'échecs de Gonzen) est un club du district de l'Oberland de Saint-Gall, en Suisse, dont le siège est à Sargans. 

## Histoire du club
Le SC Gonzen est fondé en 1980 et porte le nom du sommet de la montagne éponyme, qui culmine au-dessus de Sargans. En 2010, le club reçoit un prix exceptionnel de la part de la fédération suisse des échecs pour sa promotion des échecs en Suisse.

## Equipes jeunes
Dans le secteur junior, le club présente  plusieurs équipes dans les championnats suisses, y compris dans la plus haute ligue junior suisse (SJMM National Liga, section A). 

## Palmarès
Dans l'élite des clubs d'échecs suisses, le club présente une équipe en  Première Bundesliga suisse. Il remporte ce championnat lors des saisons 2015/16, 2017/18 et 2018/19.

## Joueurs célèbres
Le membre le plus connu est l'Ouzbèke Rustam Qosimjonov. Les autres grands maîtres qui jouent ou ont joué pour le SC Gonzen sont l'Allemand Sebastian Bogner, l'Iranien Ehsan Ghaem Maghami, les Hongroises Imre Héra et Csaba Balogh, Bence Korpa et Sergueï Ovseïevitch.